# Nadia Di Cello
Nadia Mariel Di Cello (Buenos Aires, 20 gennaio 1989) è un'attrice argentina. Di origine italiana, è nata in Argentina.

## Filmografia
Cinema
- Chiquititas: Rincón de luz, regia di Josè Luis Massa (2001)

Televisione
- Chiquititas (1996-1998)
- Chiquititas (1999-2001)
- Rebelde Way (2002)
- Rincón de luz (2003)
- El refugio (2006)